# Tian Yitong
Tian Yitong (em chinês:  田依桐, nascida em 9 de dezembro de 1994), é uma atriz chinesa. Ela se formou na Shanghai Theatre Academy em 2017. Ela ficou conhecida por seus papéis coadjuvantes nos dramas de televisão chineses Perfect Partner e And The Winner Is Love.

## Carreira
Em 2016, Tian estreou no programa de variedades Freshman na Hunan TV. Ela então estrelou o drama Beyond Light Years, interpretando o papel coadjuvante de Zhen Lei. Em 2017, ela se formou na Shanghai Theatre Academy e assinou contrato com a Sunlight Media, um estúdio cofundado por Zoe Ki e Tiffany Tang. No mesmo ano, ela desempenhou papéis coadjuvantes no drama histórico Hero's Dream e no drama de romance My Amazing Boyfriend 2: Unforgettable Impression. Em 2020, ela ganhou reconhecimento por estrelar Bonnie no drama moderno Perfect Partner. No mesmo ano, ela estrelou o drama de romance de Wuxia, And The Winner Is Love, como um dos protagonistas.

## Filmografia

### Séries de televisão
| Ano  | Título em inglês                                 | Título chinês           | Papel         | Rede                        | Notas/Ref.    |
| ---- | ------------------------------------------------ | ----------------------- | ------------- | --------------------------- | ------------- |
| 2018 | Beyond Light Years                               | 初遇在光年之外          | Zhen Lei      | Youku                       | [ 11 ]        |
| 2018 | Hero's Dream                                     | 天意                    | Consorte Yu   | Youku                       | [ 12 ]        |
| 2019 | My Amazing Boyfriend 2: Unforgettable Impression | 我的奇妙男友2之恋恋不忘 | Ye Meixiao    | Mango TV                    | [ 13 ]        |
| 2019 | Rules of Zoovenia                                | 不可思议的晴朗          | Qiao Lingling | Mango TV                    | [ 14 ]        |
| 2020 | Perfect Partner                                  | 完美关系                | Bonnie        | Hunan TV, Mango TV          | [ 15 ] [ 16 ] |
| 2020 | And The Winner Is Love                           | 月上重火                | Lin Fengzi    | Tencent Video, iQiyi, Youku | [ 17 ] [ 18 ] |
| 2020 | Nothing But Thirty                               | 三十而已                | Daisy         | Dragon TV, Tencent Video    | [ 19 ]        |
| 2021 | Cute Programmer                                  | 程序员那么可爱          | Jiang Zitong  | Tencent Video, WeTV         | [ 20 ]        |
| 2021 | Lie to Love                                      | 良言写意                | Shi Chuchu    | Tencent, iQiyi              | [ 21 ]        |
| 2022 | Love The Way You Are                             | 爱情应该有的样子        | Qin Yiran,    | iQiyi                       | [ 22 ]        |